# University of California Press
La University of California Press, anche indicata nota come UC Press, è una casa editrice universitaria associata all'Università della California che si occupa di editoria accademica.

## Storia
È stata fondata nel 1893 per pubblicare lavori accademici e scientifici provenienti dalle facoltà dell'Università della California, fondata 25 anni prima, nel 1868, e ha ufficialmente sede nel campus principale dell'Università a Berkeley, sin dal suo inizio.

## Descrizione
In quanto braccio editoriale senza scopo di lucro del sistema dell'Università della California, la UC Press è completamente sovvenzionata dall'Università e dallo Stato della California. Un terzo dei suoi autori sono docenti dell'Ateneo. University of California Press pubblica annualmente oltre 250 nuovi libri e quasi quattro dozzine di riviste con diversa cadenza, nelle scienze umane, sociali e naturali, e mantiene in stampa circa 4.000 titoli di libri. È anche l'editore digitale delle iniziative open access (OA) di Collabra e Luminos.
La University of California Press gestisce pubblicazioni nelle seguenti materie: studi africani, studi americani, mondo antico (classici), antropologia, arte, studi asiatici, comunicazione, criminologia e giustizia penale, economia, studi ambientali, studi cinematografici e dei media, cibo e vino, studi di genere e sessualità, studi globali, salute, storia, lingua, studi latinoamericani, studi letterari e poesia, studi mediorientali, musica, filosofia, politica, psicologia, religione, scienze e sociologia.
University of California Press ha il suo ufficio amministrativo nel centro di Oakland, California, una filiale editoriale a Los Angeles e un ufficio vendite a New York, e distribuisce attraverso uffici marketing in Regno Unito, Asia, Australia e America Latina. Un consiglio composto da alti funzionari dell'Università della California, con sede a Berkeley, è responsabile delle operazioni della stampa e autorizza e approva tutti i manoscritti per la pubblicazione. Il Comitato Editoriale è composto da illustri membri di facoltà che rappresentano i nove campus dell'Università.